# ФК МОИК
„МОИК Баку“ (на азербайджански: MOİK Bakı „Mərkəzi Ordu İdman Klubu“) е азербайджански професионален футболен клуб, от столицата Баку. От 2018/19 година клубът играе в „Първа лига“. Домакинските си мачове играе на стадион „Баик Арена“ в селището Баилово, влизащо в столицата.
Отборът е основан през 1961 година като „СКА“ Баку (Спортен Клуб на Армията), на базата на „ДО“ Баку, а преди това като „ККФ“ Баку. До 1990 г. е подчинен на Министерството на отбраната на СССР, а от 1993 г. под името ОИК (Армейски спортен клуб) е в подчинение на Министерството на отбраната на Азербайджан.
Никога не е участвал в первенствата на СССР. Отборът учавства веднъж в Купата на СССР. Клубът е 4-кратен шампион на  Азербайджанската ССР и 8-кратен носител на Купата на Азербайджанската ССР. 
През 1993 г. отборът играе в Първа азърбайджанска лига, а през 1995 г. за първи път учавства във Висшата лига на Азербайджан. Най-добрият резултат на клуба е 7-то място през (1997/98 и 2001/02), и два пъти победител в I дивизия (2000/01 и 2018/19).
Преди началото на сезон 2001/02 отборът променя името си на „МОИК“ (Азербайджански централен армейски спортен клуб).

## История на имената на клуба
| Години    | Име                 |
| ?-1949    | ККФ Баку KKF Bakı   |
| 1950-1960 | ДО Баку DO Bakı     |
| 1961-1992 | СКА Баку SKA Bakı   |
| 1992-2001 | ОИК Баку OİK Bakı   |
| 2001-     | МОИК Баку MOİK Bakı |

## Успехи
СССР - Азербайджанска ССР
- Шампионат на Азербайджанска ССР:
  -  Шампион (4): 1962, 1968, 1970, 1979
- Купа на Азербайджанска ССР:
  -  Носител (8): 1962, 1963, 1969, 1970, 1973, 1974, 1976, 1978
- Първа дивизия на Азербайджанска ССР:
  -  Шампион (2): 2000/01, 2018/19

Азербайджан
- Премиер лига:
  - 7-мо място (2): 1997/98, 2001/02
- Купа на Азербайджан:
  - 1/4 финалист (3): 2000/01, 2003/04, 2004/05